# Neurergus
Neurergus là một chi động vật lưỡng cư trong họ Salamandridae, thuộc bộ Caudata. Chi này có 4 loài và 100% bị đe dọa hoặc tuyệt chủng.

## Hình ảnh

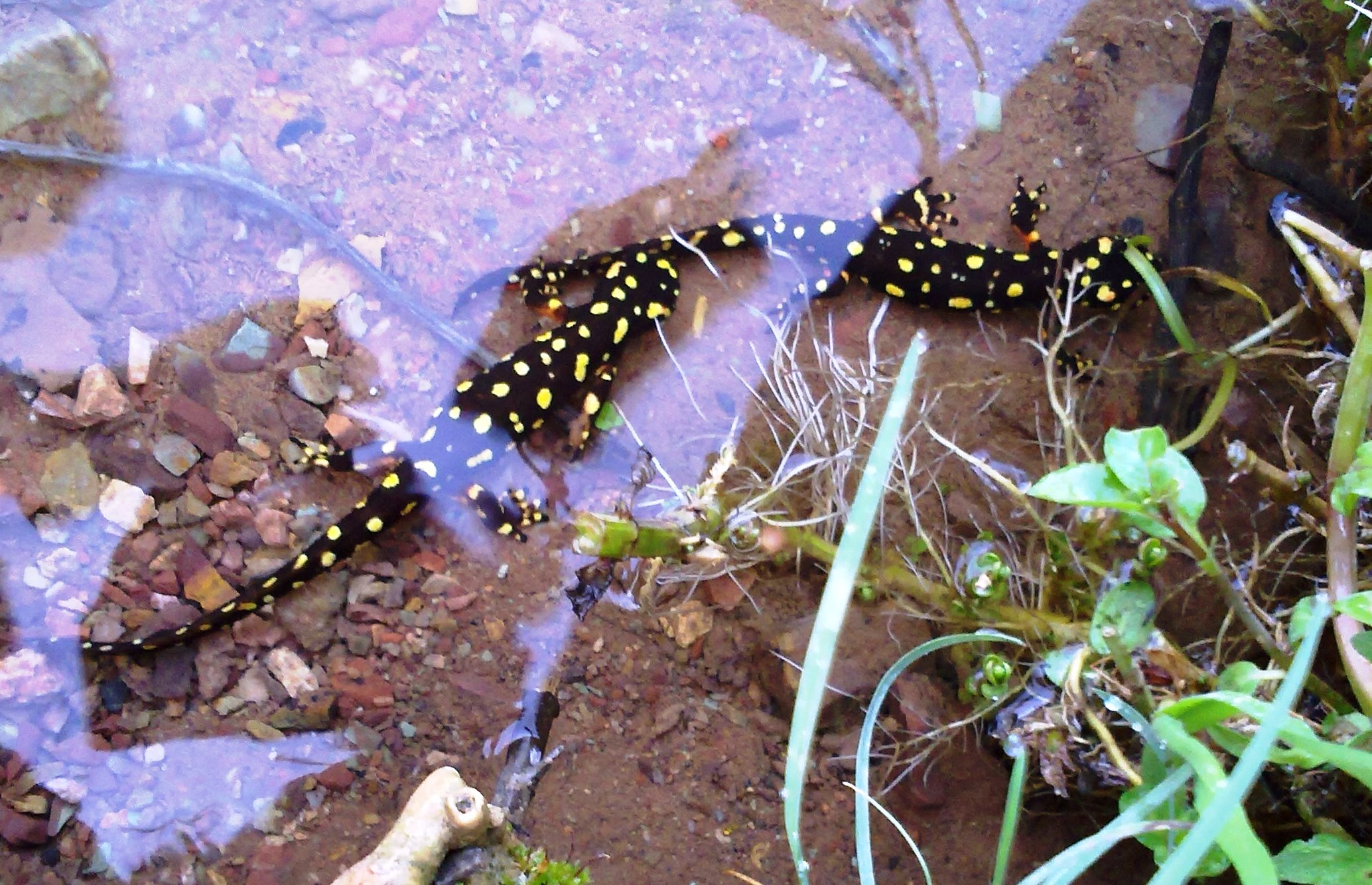